# Шиманово (Люблинское воеводство)
Шиманово (пол. Szymanowo) — деревня в Бяльском повете Люблинского воеводства Польши. Входит в состав гмины Ломазы. По данным переписи 2011 года, в деревне проживало 165 человек.

## География
Деревня расположена на востоке Польши, к востоку от реки Зелявы, на расстоянии приблизительно 17 километров к юго-востоку от города Бяла-Подляска, административного центра повета. Абсолютная высота — 145 метров над уровнем моря. К западу от населённого пункта проходит региональная автодорога 812.

## История
Согласно «Справочной книжке Седлецкой губернии на 1875 год» хутор Шимонин входил в состав гмины Любенка Бельского уезда Седлецкой губернии. В 1912 году Бельский уезд был передан в состав новообразованной Холмской губернии.
В 1975—1998 годах деревня входила в состав Бяльскоподляского воеводства.

## Население
Демографическая структура по состоянию на 31 марта 2011 года:
|         | Всего | До трудоспособного возраста | Трудоспособного возраста | Старше трудоспособного возраста |
| ------- | ----- | --------------------------- | ------------------------ | ------------------------------- |
| Мужчины | 91    | 26                          | 52                       | 13                              |
| Женщины | 74    | 14                          | 40                       | 20                              |
| Всего   | 165   | 40                          | 92                       | 33                              |